# Lothar Krall
Lothar Krall (* 15. Januar 1924 in Winningen, Mosel; † 24. Dezember 2000 in Koblenz) war ein deutscher Offizier und Politiker (FDP).
Krall beantragte am 22. Mai 1942 die Aufnahme in die NSDAP und wurde zum 1. September desselben Jahres aufgenommen (Mitgliedsnummer 9.184.153). Er war im Zweiten Weltkrieg Leutnant und Jagdflieger und begann 1948 ein Jurastudium an der Universität Mainz, trat aber 1951 in den Bundesgrenzschutz ein. Dort wurde er zunächst Sportlehrer und anschließend Zugführer. 1956 wurde er in die Bundeswehr übernommen. Dort war er zunächst als Hubschrauberpilot (Heeresflieger) eingesetzt, zuletzt war er Oberstleutnant und Bataillonskommandeur. Als Reservist erreichte er den Dienstgrad eines Obersts.
1970 gelangte er als Nachrücker für die FDP, deren Mitglied er seit 1960 war, in den Deutschen Bundestag und schied 1976 wieder aus. Er war ordentliches Mitglied des Verteidigungsausschusses, des Auswärtigen Ausschusses, des Ausschusses für Familie, Jugend und Gesundheit und des Innenausschusses. Von 1973 bis 1977 war er Mitglied des Europäischen Parlaments in Straßburg und von 1979 bis 1983 des Landtages von Rheinland-Pfalz. Von 1989 bis 1994 war er Ratsherr in Koblenz.